# Artistique-Europameisterschaft 1950

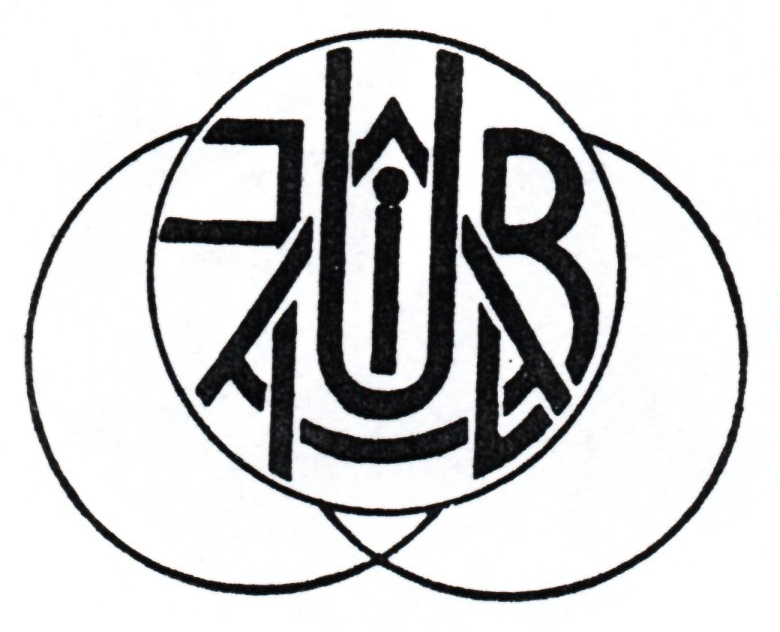
Logo UIFAB (ausrichtender Verband)

Veranstaltungsort: Barcelona

Die Billard-Artistique-Europameisterschaft 1950 war das vierte Turnier in dieser Disziplin des Karambolagebillards und fand vom 10. Juni bis zum 13. Juni 1950 in Barcelona statt.

## Modus
Gespielt wurden 64 verschiedene Figuren mit verschiedenen Punktewertungen. Jeder Teilnehmer hatte pro Figur vier Versuche. Die maximale Punktzahl betrug 500 Punkte.

Gewertet wurde wie folgt:
1. Punkte = Erzielte Punkte
2. Versuche = Anzahl der gespielten Versuche
3. gelöste Figuren = gelöste Figuren
4. HS = Punkte der nacheinander gelösten Figuren
5. % = Prozentual gelöste Figuren

## Abschlusstabelle
| Platz                        | Name                     | Punkte | Versuche | gel. Figuren | %       |
| ---------------------------- | ------------------------ | ------ | -------- | ------------ | ------- |
| 1                            | René Vingerhoedt         | 258    | 192      | 36           | 51,60 % |
| 2                            | Raymond Steylaerts       | 245    | 204      | 35           | 49,00 % |
| 3                            | Roger de Becker          | 237    | 198      | 32           | 47,40 % |
| 4                            | Richard Kron             | 235    | 197      | 33           | 47,00 % |
| 5                            | Joaquín Domingo          | 212    | 195      | 32           | 42,40 % |
| 6                            | Francisco Munte          | 173    | 210      | 24           | 34,60 % |
| 7                            | Maurice van de Kerckhove | 141    | 227      | 20           | 28,20 % |
| 8                            | Santiago Pascual         | 138    | 213      | 20           | 27,60 % |
| 9                            | Rafael Macia             | 103    | 237      | 15           | 20,60 % |
| Turnierdurchschnitt: 38,71 % |                          |        |          |              |         |